# Jungle Cruise (film)
Jungle Cruise är en amerikansk äventyrsfilm från 2021. Filmen är regisserad av Jaume Collet-Serra, med manus skrivet av Glenn Ficarra, Michael Green och John Requa. Den är baserad på Disney Parks attraktion med samma namn. Filmen var först planerad att ha premiär i oktober 2019 men blev förskjutet nio månader till sommaren 2020. Men då blev den uppskjuten igen till 30 juli 2021, fast denna gång på grund av COVID-19-pandemin.
Filmen hade premiär i Sverige den 28 juli 2021, utgiven av Walt Disney Pictures.

## Rollista (i urval)
| - Dwayne Johnson – Frank - Emily Blunt – Lily Houghton - Jesse Plemons – Prins Joachim - Paul Giamatti – Nilo - Edgar Ramírez – Aguirre - Jack Whitehall – McGregor Houghton - Veronica Falcón – Köpmannen Sam | - Andy Nyman – Sir James Hobbs-Coddington - Raphael Alejandro – Zaqueu - Sulem Calderon – Quila - Emily Marie Palmer – Fransk kvinna - David Lengel – Båtturist - Mark Ashworth – Samhällsmedlem - Ilana Guralnik – Italiensk kvinna |